# سالوادور سالگرو
سالوادور سالگرو (اسپانیایی: Salvador Salguero‎؛ زادهٔ ۱۰ اوت ۱۹۵۱) بازیکن فوتبال اهل پرو بود.
از باشگاه‌هایی که در آن بازی کرده‌است می‌توان به باشگاه فوتبال آلیانزا لیما اشاره کرد.
وی همچنین در تیم ملی فوتبال پرو بازی کرده‌است.